# Brunellia ovalifolia
Brunellia ovalifolia är en tvåhjärtbladig växtart som beskrevs av Humb. & Bonpl.. Brunellia ovalifolia ingår i släktet Brunellia och familjen Brunelliaceae. Inga underarter finns listade i Catalogue of Life.